# Nikolaj Nikitin

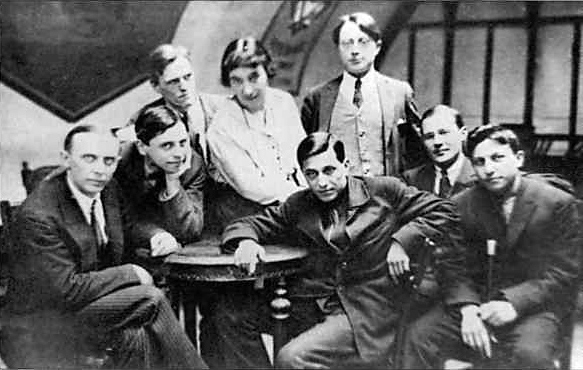
Serapions, Nikitin staande, derde van rechts

Nikolaj Nikolajevitsj Nikitin (Russisch: Николай Николаевич Никитин) (Sint-Petersburg, 27 juli 1895 – Leningrad, 26 maart 1963) was een Russisch schrijver.

## Leven en werk
Nikitin studeerde aan de Universiteit van Sint-Petersburg en sloot zich vervolgens onmiddellijk aan bij het Rode leger, ten tijde van de Russische Burgeroorlog. In 1920 ontmoette hij Maksim Gorki, die hem hielp bij zijn literaire carrière. In 1921 sloot hij zich aan bij de non-conformistische, experimentele literaire groep de Serapionbroeders. Zijn eerste werken over de burgeroorlog zijn deprimerend van toon en ontdaan van alle heroïek. In de verhalen Stenen (1923) en De nacht (1922) laat hij zien dat zowel de Roden als de Witten alleen maar ellende over Rusland brengen. 
Later conformeerde Nikitin zich meer aan de partijlijn en het socialistisch realisme. Zijn bekende novelle De misdaad van Kirik Roedenko (1927) wijdde hij aan de ‘opbouw van het socialisme’. Bekend is ook zijn roman Het begon in Kokonda (1939), over de natuurlijke kameraadschap tussen mensen. In 1951 won Nikitin de Stalinprijs voor zijn werk De Aurora van het Noorden (1950), handelende over de Engels-Amerikaanse interventie in Noord-Rusland ten tijde van de Russische Burgeroorlog.